# Jupp Wolter
Jupp Wolter (* 7. Januar 1917 in Bonn; † 21. Juli 1993 in Lohmar) war ein deutscher Karikaturist und Illustrator.

## Leben
Wolter wurde 1917 in Bonn geboren. Nach seiner kaufmännischen Lehre leitete er 1937 die Expeditionsabteilung einer Schmirgel- und Putzmittelfabrik und wenig später die Werbeabteilung eines Teppichveersandhauses. Seine ersten Zeichnungen verkaufte Wolter während des Zweiten Weltkrieges. Nach Kriegsende war er Mitglied der Internationalen Artistenloge, dann Kabarettist und Chefredakteur einer satirischen Zeitung. Ab 1948 zeichnete Wolter nach eigener Aussage „mit Gewerbefleiß politische Karikaturen“. Wolter zeichnete für ungefähr 40 Zeitungen und Zeitschriften, darunter den „Spiegel“, die „Stuttgarter Zeitung“ und das „Deutsche Allgemeine Sonntagsblatt“. Mit bis zu 2000 Karikaturen pro Jahr war er zeitweise der meistgedruckte Karikaturist Deutschlands. 1993 starb Wolter in Lohmar bei Bonn. Ein wichtiger Teil seines umfangreichen Nachlasses befindet sich bei der Stiftung Haus der Geschichte der Bundesrepublik Deutschland.

## Auszeichnungen
- 1980: Sonderpreis der „Cartoon 80“ in Berlin für die beste Karikatur zum Thema „Energie“
- 1980: Thomas-Nast-Medaille
- 1993: Verdienstorden des Landes Nordrhein-Westfalen

## Veröffentlichungen (Auswahl)
- Freisburger, Walther (Hrsg.): Konrad bleibst du jetzt zu Haus? Adenauer in der Karikatur, Oldenburg 1963.
- Tierisch munter, 3 Bände, Hannover 1965–70.
- Wie wir es sehen… Karikaturen (zusammen mit Eckart Munz), Nürtingen 1976.
- 1 x Himmel und zurück. Christliches in anderen Umständen, Gütersloh 1978.
- Muss das sein? Bilder aus dem christlichen Abendland, Gütersloh 1981.
- Grigoleit, Günther: Randbemerkungen. Notizen eines evangelischen Militärpfarrers, Hannover 1981.
- Seyfferth, Konrad: Wer lacht, hat noch Reserven. neue Witze aus der DDR, Freiburg Basel Wien 1987.
- Wissen Sie noch? Gesammelte Werke aus dem Jahr 1988 (zusammen mit Fritz Wolf und Rudolf Henn), Mainz 1988.
- Buchna, Jörg: Kanzelschwalben fliegen nicht nur sonntags. Heitere Geschichten um Talar und Altar, Gütersloh 1988.
- Dollinger, Hans/Keim, Walther (Hrsg.): Flitterwochen. Karikaturisten sehen das Jahr nach der deutsch-deutschen Hochzeit, München 1991.